# IHF-Pokal 1984/85
Am IHF-Pokal 1984/85 nahmen 24 Handball-Vereinsmannschaften teil, die sich in der vorangegangenen Saison in ihren Heimatländern für den Europapokal qualifiziert hatten. Bei der 4. Austragung dieses Wettbewerbes, konnte mit dem HC Minaur Baia Mare zum ersten Mal eine Mannschaft aus Rumänien den Pokal gewinnen.

## Ausscheidungsrunde
|                       | Gesamt |                    | Hinspiel | Rückspiel |
| --------------------- | ------ | ------------------ | -------- | --------- |
| Kristiansand IF       | 43:52  | SC Leipzig         | 21:21    | 22:31     |
| Sjundeå IF            | 52:53  | Ystads IF          | 26:27    | 26:26     |
| WAT Margareten        | 48:45  | HV Aalsmeer        | 26:20    | 22:25     |
| Sporting Neerpelt     | 43:41  | HC Rovereto        | 25:24    | 18:17     |
| HC Berchem            | 36:46  | USAM Nimes         | 18:21    | 18:25     |
| VIF G. Dimitrow Sofia | 40:56  | SII Saporischschja | 18:30    | 22:26     |
| HC Minaur Baia Mare   | 86:40  | İTÜ Istanbul       | 45:17    | 41:23     |
| HC Athinaikos Athen   | 37:46  | Hapoel Rehovot     | 19:21    | 18:25     |

Durch ein Freilos zogen Helsingør IF, Lokomotíva Trnava, Valur Reykjavík, CB Tecnisa Alicante, Volán Szeged, TUSEM Essen,
Proleter Naftagas Zrenjanin und der TV Zofingen direkt in das Achtelfinale ein.

## Achtelfinale
|                     | Gesamt |                             | Hinspiel | Rückspiel |
| ------------------- | ------ | --------------------------- | -------- | --------- |
| HC Minaur Baia Mare | 58:44  | Helsingør IF                | 32:25    | 26:19     |
| SC Leipzig          | 38:38  | Lokomotíva Trnava           | 23:19    | 15:19     |
| USAM Nimes          | 36:39  | WAT Margareten              | 21:17    | 15:22     |
| Valur Reykjavík     | 39:40  | Ystads IF                   | 20:17    | 19:23     |
| Sporting Neerpelt   | 40:25  | Hapoel Rehovot              | 19:15    | 21:10     |
| CB Tecnisa Alicante | 62:55  | Volán Szeged                | 29:24    | 33:31     |
| TUSEM Essen         | 38:39  | Proleter Naftagas Zrenjanin | 21:16    | 17:23     |
| TV Zofingen         | 09:17  | SII Saporischschja          | 09:17    | -:-       |

## Viertelfinale
|                     | Gesamt |                             | Hinspiel | Rückspiel |
| ------------------- | ------ | --------------------------- | -------- | --------- |
| HC Minaur Baia Mare | 69:51  | Lokomotíva Trnava           | 37:22    | 32:29     |
| WAT Margareten      | 39:36  | Ystads IF                   | 16:17    | 23:19     |
| CB Tecnisa Alicante | 59:46  | Sporting Neerpelt           | 36:17    | 23:29     |
| SII Saporischschja  | 61:41  | Proleter Naftagas Zrenjanin | 33:16    | 28:25     |

## Halbfinale
|                     | Gesamt |                     | Hinspiel | Rückspiel |
| ------------------- | ------ | ------------------- | -------- | --------- |
| HC Minaur Baia Mare | 65:44  | WAT Margareten      | 37:19    | 28:25     |
| SII Saporischschja  | 48:35  | CB Tecnisa Alicante | 27:16    | 21:19     |

## Finale
|                     | Gesamt |                    | Hinspiel | Rückspiel |
| ------------------- | ------ | ------------------ | -------- | --------- |
| HC Minaur Baia Mare | 36:35  | SII Saporischschja | 22:17    | 14:18     |

## Siegermannschaft
| HC Minaur Baia Mare |
| Mircea Petran Maricel Voinea (Kapitän) Nicolae Neșovici Iosif Boroș Viorel Haidu Doru Porumb Olimpiu Flangea Mihai Mironiuc Nicolae Voinea Gheorghe Covaciu Sorin Rădulescu Alexandru Stamate Ion Marta Iosif Oros |
| Lascăr Pană (Trainer) |